# Scorzoneroides
Scorzoneroides es un género de plantas perteneciente a la familia de las asteráceas. Comprende 29 especies descritas y de estas, solo 21  aceptadas.

## Taxonomía
El género fue descrito por Conrad Moench y publicado en Methodus Plantas Horti Botanici et Agri Marburgensis 549. 1794.

## Especies aceptadas
A continuación se brinda un listado de las especies del género Scorzoneroides aceptadas hasta julio de 2012, ordenadas alfabéticamente. Para cada una se indica el nombre binomial seguido del autor, abreviado según las convenciones y usos.
- Scorzoneroides atlantica (Ball) Holub
- Scorzoneroides autumnalis (L.) Moench
- Scorzoneroides cantabrica (Widder) Holub
- Scorzoneroides carpetana (Lange) Greuter
- Scorzoneroides cichoriacea (Ten.) Greuter
- Scorzoneroides duboisii (Sennen) Greuter
- Scorzoneroides garnironii (Emb. & Maire) Greuter & Talavera
- Scorzoneroides helvetica (Mérat) Holub
- Scorzoneroides hispidula (Delile) Greuter & Talavera
- Scorzoneroides keretina (F.Nyl.) Greuter
- Scorzoneroides kralikii (Pomel) Greuter & Talavera
- Scorzoneroides laciniata (Bertol.) Greuter
- Scorzoneroides microcephala Holub
- Scorzoneroides montana (Lam.) Holub
- Scorzoneroides montaniformis (Widder) Gutermann
- Scorzoneroides muelleri (Sch.Bip.) Greuter & Talavera
- Scorzoneroides nevadensis (Lange) Greuter
- Scorzoneroides oraria (Maire) Greuter & Talavera
- Scorzoneroides palisiae (Izuzq.) Greuter & Talavera
- Scorzoneroides pyrenaica (Gouan) Holub
- Scorzoneroides salzmannii (Sch.Bip.) Greuter & Talavera
- Scorzoneroides simplex (Viv.) Greuter & Talavera